# Calliptamus
Calliptamus is een geslacht van rechtvleugeligen uit de familie veldsprinkhanen (Acrididae). De wetenschappelijke naam van dit geslacht is voor het eerst geldig gepubliceerd in 1831 door Jean Guillaume Audinet Serville.

## Soorten
Het geslacht Calliptamus omvat de volgende soorten:
- Calliptamus abbreviatus Ikonnikov, 1913
- Calliptamus balucha Uvarov, 1938
- Calliptamus barbarus Costa, 1836
- Calliptamus cicatricosus Bolívar, 1889
- Calliptamus coelesyriensis Giglio-Tos, 1893
- Calliptamus cyrenaicus Jago, 1963
- Calliptamus doii Lee & Lee, 1985
- Calliptamus italicus Linnaeus, 1758
- Calliptamus madeirae Uvarov, 1937
- Calliptamus mus Bolívar, 1936
- Calliptamus plebeius Walker, 1870
- Calliptamus siciliae Ramme, 1927
- Calliptamus tenuicercis Tarbinsky, 1930
- Calliptamus turanicus Tarbinsky, 1930
- Calliptamus wattenwylianus Pantel, 1896